# Pieńsk (gmina)
Pieńsk est une gmina mixte du powiat de Zgorzelec, Basse-Silésie, dans le sud-ouest de la Pologne, sur la frontière avec l'Allemagne. Son siège est la ville de Pieńsk, qui se situe environ 11 km au nord de Zgorzelec, et 140 km à l'ouest de la capitale régionale Wrocław.
La gmina couvre une superficie de 110,33 km2 pour une population de 9 272 habitants.

## Géographie
La gmina est bordée par les gminy de Lubartów, Niedźwiada, Ostrów Lubelski et Spiczyn.